# Torre Coral
Torre Condominio Coral es un rascacielos ubicado en el puerto de Acapulco, en el estado mexicano de Guerrero, con dirección en la Av. Cristóbal Colón #107, Fraccionamiento Costa Azul de dicha ciudad.
Se convirtió en el rascacielos más alto de Acapulco, Guerrero, desde el año 1988 hasta 1994, año en que es desplazado por el Oceanic 2000. Actualmente es el tercero más alto de Acapulco y del sur de México.

## La forma
- Mide 125 metros de altura, cuenta con 31 pisos y su uso es exclusivamente residencial, en el proyecto original se había planeado que en los primeros pisos contara con un hotel sin embargo este proyecto no se realizó

- Cuenta con 4 (ascensores), que son de alta velocidad, se mueven a una velocidad de 6.5 metros por segundo.

- El área total del rascacielos es de 76,000 m³ y de espacio útil de 33,600 m².

## Detalles importantes
- La construcción fue iniciada en abril de 1985 con una inversión de 5 millones de dólares y fue terminado en 1988. El diseño estuvo a cargo de Procomex.

- Cuenta con 217 habitaciones.

- El rascacielos está anclado a 45 metros de profundidad con 60 pilotes de concreto y acero, los materiales de construcción que se utilizaron en el rascacielos fueron: hormigón, concreto armado, vidrio en la mayor parte de su estructura, el rascacielos puede soportar un terremoto de 8.0 en la escala de Richter.

- Es considerado de los primeros rascacielos inteligentes de Acapulco junto con Oceanic 2000.

## Datos clave
- Altura- 122 metros.
- Espacio de habitaciones - 76,000 m³.
- Pisos- 31 pisos.
- Condición: 	En uso
- Rango: 	
  - En México: 36º lugar, 2011: 59.º lugar
  - En Acapulco: 3º lugar
  - En el Sur de México: 3º lugar